# Löderup
Löderup – miejscowość (tätort) w Szwecji, w regionie administracyjnym (län) Skania, w gminie Ystad.
Według danych Szwedzkiego Urzędu Statystycznego liczba ludności wyniosła: 614 (31 grudnia 2015), 644 (31 grudnia 2018) i 654 (31 grudnia 2019).